# Колотинский, Яков Иосифович
Яков Иосифович Колотинский (1923—1997) — советский организатор здравоохранения, Заслуженный врач РСФСР.

## Биография
Родился 23 января 1923 года в местечке Томашполь, ныне Винницкая область Украины. Его отец был типографским рабочим, мама — домохозяйкой.
До 1941 года учился в Винницком медицинском институте.
Участник Великой Отечественной войны с 1942 года. Участвовал в боях в составе войск Волховского, 1-го Украинского и Ленинградского фронтов. В боях возле станции Синявино Яков Иосифович был ранен в голову и контужен. Из госпиталя он возвратился в свой полк и участвовал в прорыве блокады Ленинграда в январе 1943 года. В начале 1944 года Колотинского откомандировали на курсы младших лейтенантов. После их окончания он был назначен командиром стрелкового взвода, участвовал в освобождении Карельского перешейка и города Выборга. В том же году вступил в ВКП(б). Под Выборгом в июле 1944 вновь был ранен. В составе 1-го Украинского фронта Яков Иосифович с боями прошел Польшу, освобождал Краков, города Силезии, форсировал Одер. При отражении немецких контратак в феврале 1945 года опять получил ранение — пятое по счету и пришлось провести в госпитале два месяца. Затем снова был в строю, освобождал Чехословакию. Войну Я. И. Колотинский закончил в Праге.
После демобилизации в 1946 году — поступил в Московский медицинский институт им. И. М. Сеченова, который окончил в 1949 году. Работал в больнично-поликлиническом комплексе ПО «Маяк» (1987): врач-гематолог, профпатолог, главный врач больницы и поликлиники.
С 1987 года — врач-медстатистик Южно-Уральского института биофизики (Озерск). Организовал эффективную систему поэтапного медицинского наблюдения персонала ПО «Маяк». Автор нескольких работ в области радиационной медицины и эпидемиологии.
Был депутатом Озерского городского Совета депутатов трудящихся (1957—1961), секретарём партбюро медико-санитарного отделения ПО «Маяк» (1977—1984).
Умер 6 марта 1997 года в Озерске.

## Награды
- орден Красной Звезды (25.10.1944)[1]
- два ордена Отечественной войны 1-й степени (26.1.1945[2], 6.4.1985[3])
- орден «Знак Почёта» (1953)
- орден Трудового Красного Знамени (1963)
- медали, в том числе
  - «За оборону Ленинграда» (20.6.1945)[4]
  - «За освобождение Праги»
- Заслуженный врач РСФСР (1979)
- Почётный гражданин города Озёрска (25.10.1995) — за большой вклад в становление и развитие города и в связи с 50-летием со дня основания[5].